# You and Me Against the World
«You and Me Against the World» es una canción compuesta por Paul Williams y Kenny Ascher, e interpretada por Williams en su álbum de 1974, Here Comes Inspiration. La versión más conocida de la canción es una grabación por la cantante australiana Helen Reddy. 
Se publicó en mayo de 1974 como el segundo sencillo de su álbum Love Song for Jeffrey.

## Lista de canciones
- US 7-inch single – Capitol 3897[2]

1. «You and Me Against the World» – 3:08
2. «Love Song for Jeffrey» – 2:43

## Posicionamiento

### Gráfica semanal
| Gráfica (1974)                            | Pico de posición |
| ----------------------------------------- | ---------------- |
| Australia (Kent Music Report)             | 55               |
| Canadá (RPM Top Singles)                  | 9                |
| Canadá (RPM Pop Music Playlist)           | 1                |
| Estados Unidos (Billboard Hot 100)        | 9                |
| Estados Unidos (Billboard Easy Listening) | 1                |
| Estados Unidos (Cash Box Top 100 Singles) | 10               |

### Gráfica de fin de año
| Gráfica (1974)                            | Pico de posición |
| ----------------------------------------- | ---------------- |
| Canadá (RPM Top Singles)                  | 113              |
| Estados Unidos (Billboard Easy Listening) | 8                |